# Bulbophyllum hexarhopalon
Bulbophyllum hexarhopalon är en orkidéart som beskrevs av Rudolf Schlechter. Bulbophyllum hexarhopalon ingår i släktet Bulbophyllum och familjen orkidéer. Inga underarter finns listade i Catalogue of Life.